# Henrique Silva Milagres
Henrique Silva Milagres, noto semplicemente come Henrique (Rio de Janeiro, 25 aprile 1994), è un calciatore brasiliano, difensore svincolato.

## Carriera
Con il Vasco da Gama ha giocato in Série A.
Il 29 giugno 2021 diventa un nuovo giocatore dell'Olympique Lione.

## Palmarès

### Club

#### Competizioni statali
- Campionato Carioca: 2

Vasco da Gama: 2015, 2016